# Ceryx sibulana
Ceryx sibulana là một loài bướm đêm thuộc phân họ Arctiinae, họ Erebidae.